# Moglie per una notte
Moglie per una notte è un film del 1952 diretto da Mario Camerini.

## Trama
Alla fine dell'Ottocento, per aiutare la carriera di Enrico, giovane musicista, Geraldine, una ragazza di facili costumi accetta di passare per sua moglie e farsi corteggiare dal conte d'Origo. La vera moglie Ottavia viene a saperlo e si sostituisce all'altra.